# Kia EV5
Kia EV5 — компактний позашляховик, що випускається компанією Kia з 2023 року.  Це третя модель у лінійці електромобілів виробника «EV» після EV6 і EV9. Це також перший електромобіль, який Kia буде експортувати з Китаю, вироблений спільним підприємством Yueda Kia.

## Огляд

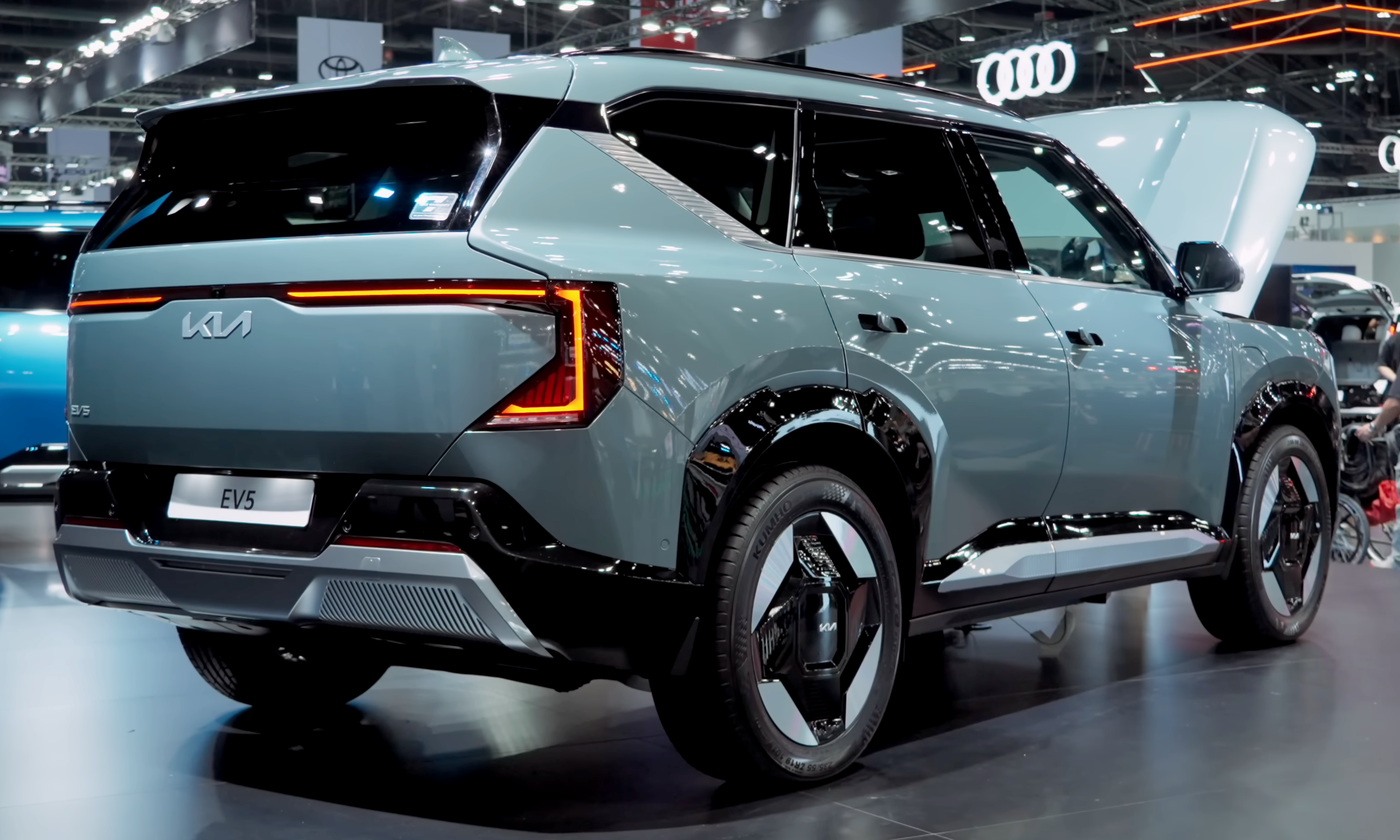

20 березня 2023 року на заході бренду EV Day у Китаї було представлено концепт-кар, який демонструє серійну версію.  В інтер’єрі концепту використовуються екологічно чисті матеріали,  включно з матеріалами рослинного походження, такими як екстракт морських водоростей і перероблені пластикові пляшки, використані для обробки сидінь, стелі та дверей і панелі приладів.
Серійну версію EV5 випустили в серпні 2023 року на автосалоні в Ченду. Модель була розроблена з використанням мови дизайну Kia «Opposites United», також містить нову версію торгової марки бренду «Digital Tiger Face» із новим світловим підписом.
EV5 живиться від літій-залізо-фосфатної батареї (LFP), виробленої FinDreams, і електродвигуна потужністю 160 кВт (215 к.с) із максимальним крутним моментом 310 Н⋅м.  Для експортних ринків EV5 буде оснащений нікель-марганцево-кобальтовою (NMC) батареєю ємністю до 82 кВт/год.